# 이노트란스

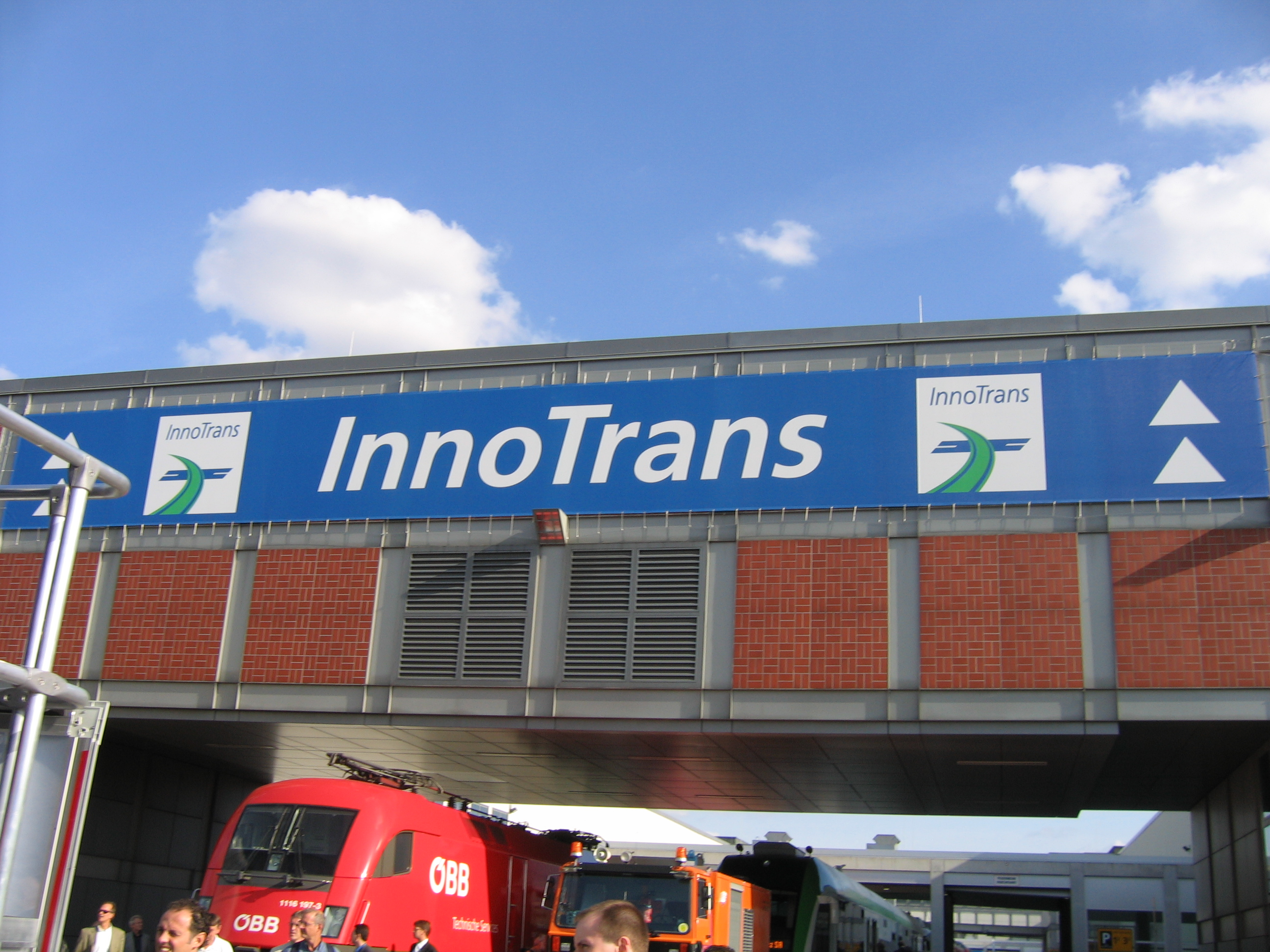
2006년 이노트란스 입구

이노트란스(InnoTrans)는 세계 최대의 국제 철도 기술 박람회이다. 2년에 한 번씩 짝수 연도의 9월에 독일 베를린에서 개최된다.

## 개요
처음 개최는 1996년에 이루어졌으며, 철도 기술 박람회로는 세계 최대이다. 개최 시점에서 최신 철도 기술에 관한 전시가 열린다.
내용은 주로 차량 관계 및 차량 부품 구성 요소 관계 기술, 선로 등의 인프라 기술과 보선 관계 기술, 터널 등의 토목 관계 기술이 되고 있다. 최근에는 철도 정보 시스템 등 정보 기술의 출전도 증가하고 있다.

## 관람객
주요 관람객은 철도 사업자 및 철도 관련 업체이다. 또한 대학교의 연구자와 영업 관계, 미디어 관계, 무역 관계도 대상이다.
이 행사는 다수의 철도 차량이 전시되기 때문에 업계 관계자뿐만 아니라 많은 철도 팬에게도 관심이 대상이 되기 때문에, 비즈니스 데이 기간 후 주말에 개최되는 일반 개방은 많은 철도 팬이 방문한다.

## 같이 보기
- 부산국제철도기술산업전